# Auck Peanstra
Auck Peanstra (Aukje Hoogland-Peenstra) (Leeuwarden, 2 oktober 1954 – Beetgumermolen, 29 februari 2016) was een schrijfster van voornamelijk Friese kinder- en jeugdboeken.
Peanstra publiceerde ook gedichten en boeken voor volwassenen en schreef toneelstukken, liedteksten en gelegenheidsuitgaven. Ook was ze medeauteur van Studio F (de leermethode "Fries voor het Basisonderwijs"). De schrijfster werkte mee aan het Tomke-project, verhalen voor de televisie en de Tomkeboekjes (uitgezonden door Omrop Fryslân) ten behoeve van Friestalige leesbevordering in het peuteronderwijs. Ze won diverse literaire prijzen, waaronder in 1998 de Simke Kloostermanpriis en in 2008 de Rink van der Veldepriis

## Biografie
Auck Peanstra was geboren in Leeuwarden, maar bracht een groot deel van haar jeugd door op de boerderij De Iepleats van haar ouders in Siteburen, een afgelegen buurtschap oostelijk van Grouw. Ze ging in Grouw naar de lagere school en de Mulo. In Leeuwarden volgde zij de opleiding voor kleuterleidster – in die periode schreef ze haar eerste gedichten. Sinds 1972 was ze verbonden aan de Martenaskoalle in Beetgumermolen, waar ze ook woonde en stierf. Na een onderbreking van enkele jaren (huwelijk, kinderen) werkte ze weer op de Martenaskoalle, nu als leerkracht in het basisonderwijs. Ze was in het bezit van de LO-akte Fries. In 1993 verscheen haar eerste boek, gevolgd door een bijna jaarlijkse reeks van publicaties.
Ze overleed op 61-jarige leeftijd aan de gevolgen van kanker.

## Publicaties

### Romans
- 2002: Elske din datter
- 2007: Sitebuorren, myn eigen paradys
- 2008: idem, als audioboek (voorgelezen door Auck en Oane Peanstra)
- 2011: Skamte

### Kinder- en jeugdboeken
- 1993: Melle moat in bril ha
- 1995: Fertelle fan Jelle
- 1996: Jan en Jeltsje
- 1997: Yn piama de dyk oer
- 1998: Lit net los Pier
- 1998: Kokkebynkes (ferskes op rym)
- 1999: Smoesjes en fleanende fisken
- 2000: Keutels by de kofje
- 2000: Kattekwea en bargetriennen
- 2001: By beppe yn 't bedstee
- 2002: Frjemde kluchten
- 2004: Skytmerakels
- 2005: Alles foar in sint
- 2006: Kening aap
- 2007: Tomke en it kado
- 2007: Geheim! (tegearre mei Riemkje Pitstra)
- 2007: Tomke en de krystkrânskes
- 2008: Grapkemakkers
- 2008: Tomke nei it húske
- 2008: Tomke jierboek (tegearre mei Riemkje Pitstra, Geartsje Douma en Luuk Klazenga)
- 2009: It goud fan de Aboriginals
- 2009: Krûpelhintsjes
- 2010: In geheime kat
- 2010: Tomke Ferkearsboek (samen met Riemkje Pitstra)
- 2011: 100 x Tomke Foarlêsferhaaltjes (tegearre mei Riemkje Pitstra)
- 2011: Kantsje board op Kurasao
- 2013: De boel op stelten (verhalenbundel)

### Toneelstukken (onder andere opgevoerd als openluchtspel)
- 1997: De stiennen ûlebuorden
- 1999: Lidewij